# Conjunt històric
Un conjunt històric és un agrupament de béns immobles, continu o dispers, que constitueix una unitat coherent i delimitable amb entitat pròpia i que destaca pel seu interès històric, cultural o artístic. És una de les classificacions dels béns del patrimoni cultural que tenen la màxima protecció en la legislació espanyola, com a Béns d'Interès Cultural o Béns Culturals d'Interès Nacional en el cas de Catalunya.
Els elements que formen el conjunt històric poden no tenir individualment un valor rellevant, o bé poden ser alhora declarats com a monument.